# Hohenbuchbach
Hohenbuchbach ist ein Gemeindeteil der Gemeinde Niedertaufkirchen im oberbayerischen Landkreis Mühldorf am Inn.

## Geografie
Der Weiler Hohenbuchbach liegt östlich von Stetten unmittelbar an der östlichen Grenze des Landkreises Mühldorf am Inn.

## Geschichte
Der Name Hohenbuchbach leitet sich von den Puechpecken ab, dem Buchbacher Ortsadel, in deren Besitz sich von 1215 bis 1600 ein Schloss auf dem heutigen Ortsgebiet befand.
Spätestens seit 1433 war das Schloss Hohenbuchbach im Besitz der Herren von Pellkoven zu Moosthenning. Nach dem Tod des Wolfgang von Pellkoven 1584 veräußerten seine Erben den von ihm hinterlassenen Besitz, und so ging Hohenbuchbach zwischen 1578 und 1585 durch Kauf an Wolf Josef von Höhenkirchen über, während Hackerskofen durch Kauf an Hans Christoph Goder von Kriestorf kam.  Obwohl die Herren von Pellkoven seither nicht mehr auf Hohenbuchbach ansässig waren, nannten sich zahlreiche Mitglieder der Familie auch weiterhin nach diesem Besitz. Durch ein Diplom d.d. München 23. Februar 1884 wurde der bereits 1688 durch Kurfürst Maximilian II. Emanuel in den Freiherrenstand erhobenen Familie gestattet, sich im Königreich Bayern fortan als Freiherren von Pelkhoven-Hohenbuchbach auf Teising zu bezeichnen.
Von 1752 an bestand die Hofmark Stetten, genannt Hohenbuchbach, die dem Pfleggericht Neumarkt zugeordnet war. Das 1820 aus der Hofmark hervorgegangene Patrimonialgericht II. Klasse bestand bis zur Revolution 1848.
Der Bezeichnung Hohenbuchbach wurde lange offiziell nicht mehr verwendet. 1982 wurde die Weilerbezeichnung wieder eingeführt, die 4 Anwesen tragen den Namen seither in der Postadresse.